# Wasilij Margiełow

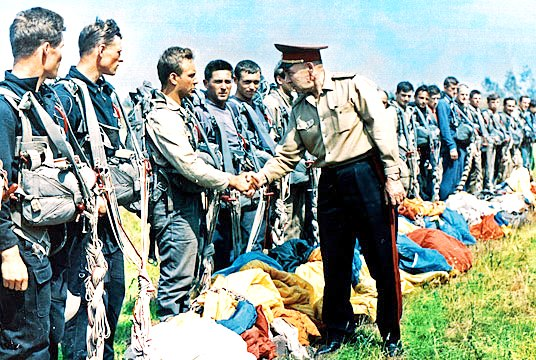
Gen. Wasilij Margiełow i jego żołnierze

Wasilij Filippowicz Margiełow, Василий Филиппович Маргелов (ur. 14 grudnia?/27 grudnia 1908 w Jekatierynosławsku, zm. 4 marca 1990 w Moskwie) − radziecki generał, naczelny dowódca wojsk powietrznodesantowych (WDW) (1954−1959 i 1961−1979), Bohater Związku Radzieckiego.
Twórca rosyjskich wojsk powietrznodesantowych w ich nowoczesnym kształcie, tj. mobilnych i samodzielnych jednostek dysponujących dużą siłą ognia, oraz doktryny ich użycia w nowoczesnym konflikcie zbrojnym. Uważany jest za najwybitniejszego dowódcę w historii WDW i ich „ojca”.

## Życiorys

### Dzieciństwo i młodość
Urodził się w Jekatierynosławiu (obecnie Dnipro na Ukrainie) w rodzinie uchodźców z Białorusi. Jego ojciec − Filip Iwanowicz był robotnikiem-metalurgiem i bohaterem I wojny światowej, w czasie której otrzymał dwukrotnie najwyższe rosyjskie odznaczenie bojowe − Order Świętego Jerzego. W czasie wojny domowej Filip Iwanowicz walczył w oddziałach „czerwonych”. Matka − Agafja Stiepanowna. Miał dwóch braci: starszego − Iwana i młodszego − Mikołaja oraz siostrę Marię. W 1913 rodzina powróciła na Białoruś i osiadała w Kościukowiczach (gub. mohylewska). W 1921 Wasilij ukończył przycerkiewną szkołę parafialną. Jako nastolatek początkowo pracował jako ładowacz i stolarz. Następnie został uczniem garbarskim i wkrótce potem podmajstrzym. W 1923 rozpoczął pracę „na czarno” w miejscowym kombinacie piekarniczym. Po ukończeniu szkoły dla młodzieży wiejskiej pracował jako konwojent pocztowy. W 1924 rozpoczął pracę jako górnik i wozak w kopalni im. Kalinina w Dniepropietrowsku. Od 1925 pracował jako robotnik leśny w rodzinnych Kościukowiczach; w 1927 został przewodniczącym komitetu robotniczego miejscowego kombinatu przemysłowo-leśnego.

### Służba wojskowa
W 1928 został powołany do odbycia służby wojskowej w Armii Czerwonej. W 1931 ukończył z wyróżnieniem Białoruską Szkołę Wojskową w Mińsku i został dowódcą plutonu ckm-ów w 99 pułku piechoty 33 Dywizji Piechoty w Mohylewie. Od 1933 dowódca plutonu, od 1934 zastępca dowódcy kompanii, od 1936 dowódca kompanii w swojej alma mater w Mińsku. W 1938 został dowódcą batalionu piechoty i szefem zwiadu w 8 Dywizji Piechoty im. Dzierżyńskiego w Białoruskim OW. Wraz z nią brał udział w agresji na Polskę we wrześniu 1939 i do grudnia tego toku stacjonował w Łomży. W czasie wojny radziecko-fińskiej dowodził wydzielonym batalionem strzelców narciarskich 8 Dywizji Piechoty. Od października 1940 dowódca 15 batalionu karnego w 3 pułku piechoty. Trzy dni przed agresją Niemiec na ZSRR został dowódcą 3 pułku piechoty w 1 Dywizji Zmotoryzowanej, którego podstawę stanowił dowodzony przez niego karny batalion. W czasie wojny niemiecko-radzieckiej dowodził 13 pułkiem piechoty gwardii, był szefem sztabu i zastępcą dowódcy 3 Dywizji Piechoty Gwardii oraz (od 1944) dowódcą 49 Dywizji Piechoty gw. w 3 i 2 Froncie Ukraińskim. Uczestnik obrony Leningradu i bitwy stalingradzkiej. Za forsowanie Dniepru i wyzwolenie Chersonia, 19 marca 1944 otrzymał tytuł Bohatera Związku Radzieckiego. Uczestnik walk w Rumunii, Bułgarii, Jugosławii, Czechosłowacji, na Węgrzech i w Austrii. W 1948 ukończył Akademię Sztabu Generalnego im. Woroszyłowa i został dowódcą 76 dywizji powietrznodesantowej gw. 1950−1954 − d-ca XXXVII Korpusu Powietrznodesantowego gw. na Dalekim Wschodzie. 1954−1959 − dowódca radzieckich wojsk powietrznodesantowych (WDW). W 1959 został zdegradowany i mianowany zastępcą dowódcy WDW za udział w żołnierskiej zabawie, podczas której jeden ze spadochroniarzy został ranny siłując się z tresowanym niedźwiedziem. 1961−1979 ponownie dowódca WDW. 25 października 1967 został awansowany do stopnia generała armii. W 1968 dowodził działaniami WDW podczas interwencji wojsk Układu Warszawskiego w Czechosłowacji. Od stycznia 1979 w grupie generałów inspektorów Ministerstwa Obrony ZSRR. W grudniu 1968 obronił pracę doktorską w Akademii Wojskowej im. M. Frunzego w Moskwie. Zmarł w Moskwie, pochowany na tamtejszym Cmentarzu Nowodziewiczym. Posiadał kilkadziesiąt odznaczeń radzieckich i zagranicznych (amerykańskich, bułgarskich, węgierskich, rumuńskich, czechosłowackich, enerdowskich, chińskich, kubańskich, mongolskich) w tym i polskich. W czasie II wojny światowej dwunastokrotnie otrzymywał pisemne podziękowanie Naczelnego Wodza (Stalina). W czasie Parady Zwycięstwa, 24 czerwca 1945 na placu Czerwonym w Moskwie, prowadził jeden z batalionów 2 Frontu Ukraińskiego.

## Wkład w rozwój WDW
Gen. Margiełow był jednym z najbardziej charyzmatycznych dowódców w historii sił zbrojnych ZSRR, który odcisnął głębokie piętno na organizacji i charakterze radzieckich wojsk powietrznodesantowych. W ciągu swojej 25-letniej służby na stanowisku dowódcy WDW, z pozostających w cieniu głównych rodzajów sił zbrojnych, radzieckie wojska powietrznodesantowe uczynił pierwszoplanowym elementem radzieckiej doktryny wojennej. Obejmując w 1957 dowództwo nad nimi, otrzymał do dyspozycji właściwie lekką piechotę, bez należytego wsparcia ogniowego i z ograniczonymi możliwościami przerzutu przy pomocy samolotów Li-2, Ił-14, Tu-2 i Tu-4. W praktyce, chociaż dość liczne, nie były one w stanie przeprowadzać operacji wojskowych na duża skalę. Z inicjatywy Margiełowa, radziecki przemysł wojskowy zaczął produkować konstrukcje umożliwiające transport sprzętu ciężkiego przy w użyciu samolotów, tj. platformy desantowe i systemy spadochronowe umożliwiające ich zrzucanie. Dzięki jego staraniom, specjalnie dla wojsk powietrznodesantowych opracowano wzory uzbrojenia strzeleckiego i pojazdów bojowych o zmniejszonych gabarytach i wadze. W dużej mierze dzięki zabiegom Margiełowa radzieckie samoloty transportowe An-22 i Ił-76 były projektowane pod kątem użycia w WDW. 5 stycznia 1973 po raz pierwszy w historii wojsk powietrznodesantowych, w ZSRR przeprowadzono za zgodą Margiełowa zrzut spadochronowy pojazdu bojowego z samolotu z załogą wewnątrz (BMP-1 z An-12). Dowódcą pojazdu był syn Margiełowa Aleksander − porucznik wojsk powietrznodesantowych. Rozwiązano tym samym istotny problem poszukiwania przez żołnierzy WDW rozproszonych po zrzucie pojazdów zapewniających im wsparcie, transport i ochronę. Największym jednak wkładem Margiełowa (oprócz zapewnienia wydajnego transportu lotniczego) w rozwój WDW była ich mechanizacja, którą osiągnął wprowadzając na ich uzbrojenie serię lekkich pojazdów opancerzonych (BMD i ASU), dysponujących stosunkowo dużą siłą ognia i możliwością ich przerzucania drogą lotniczą. Mniej istotną, aczkolwiek ważną, podnoszącą morale żołnierzy zmianą wprowadzoną w WDW było odrębne umundurowanie, którego głównymi elementami są do dzisiaj berety koloru niebieskiego i marynarskie podkoszulki w biało-niebieski prążki.
Radziecka doktryna wojenna opierała się m.in. na założeniu, że dla maksymalnego wykorzystania efektu uderzenia jądrowego i zachowania szybkiego tempa mającego po nim nastąpić ataku sił konwencjonalnych, niezbędne jest użycie desantów powietrznych na masową skalę. Radzieccy planiści przewidywali, że praktyczne wykorzystanie uderzenia jądrowego może przysporzyć trudności, ponieważ czołgi potrzebują czasu na dotarcie do strefy pouderzeniowej. Uznano, że WDW stanowią siłę, która po ataku atomowym może szybko wykorzystać sytuację lądując i zabezpieczając kluczowe pozycje na tyłach wroga. Margiełow uważał, że aby WDW mogły te zadnia należycie realizować muszą być siłami w pełni manewrowymi, opancerzonymi, dysponować efektywną siłą ognia, sprawną kadrą dowódczą i posiadać możliwość desantowania w dowolnym miejscu i czasie oraz natychmiastowego wejścia do walki po wylądowaniu. Celem osiągnięcia tych założeń, pod kierunkiem Margiełowa została opracowana koncepcja roli i miejsca radzieckich wojsk powietrznodesantowych we współczesnych, strategicznych operacjach wojennych. Oprócz wspomnianej pracy doktorskiej z 1968, Margiełow był autorem blisko 30 książek i artykułów poświęconych teorii tworzenia, uzbrojenia i użycia WDW, opublikowanych w ZSRR w latach 1957−1989.

## Odznaczenia i nagrody
- Medal „Złota Gwiazda” Bohatera Związku Radzieckiego (19 marca 1944)
- Order Lenina – czterokrotnie (19 marca 1944, 3 listopada 1953, 26 grudnia 1968 i 26 grudnia 1978)
- Order Rewolucji Październikowej (4 maja 1972)
- Order Czerwonego Sztandaru – dwukrotnie (3 lutego 1943 i 20 czerwca 1949)
- Order Suworowa II klasy (28 kwietnia 1944)
- Order Wojny Ojczyźnianej I klasy – dwukrotnie (25 stycznia 1944 i 11 marca 1985)
- Order Czerwonej Gwiazdy (3 listopada 1944)
- Order „Za służbę Ojczyźnie w Siłach Zbrojnych ZSRR” II klasy (14 grudnia 1988)
- Order Za Służbę Ojczyźnie w Siłach Zbrojnych ZSRR III klasy (30 kwietnia 1975)
- Medal 100-lecia urodzin Lenina
- Medal „Za obronę Leningradu”
- Medal „Za obronę Odessy”
- Medal „Za obronę Stalingradu”
- Medal „Za zdobycie Budapesztu”
- Medal „Za zdobycie Wiednia”
- Medal „Za zwycięstwo nad Niemcami w Wielkiej Wojnie Ojczyźnianej 1941–1945”
- Medal jubileuszowy „Dwudziestolecia zwycięstwa w Wielkiej Wojnie Ojczyźnianej 1941–1945”
- Medal jubileuszowy „Trzydziestolecia zwycięstwa w Wielkiej Wojnie Ojczyźnianej 1941–1945”
- Medal jubileuszowy „Czterdziestolecia zwycięstwa w Wielkiej Wojnie Ojczyźnianej 1941–1945”
- Medal „Weteran Sił Zbrojnych ZSRR”
- Medal „Za umacnianie braterstwa broni”
- Medal jubileuszowy „30 lat Armii Radzieckiej i Floty”
- Medal jubileuszowy „40 lat Sił Zbrojnych ZSRR”
- Medal jubileuszowy „50 lat Sił Zbrojnych ZSRR”
- Medal jubileuszowy „60 lat Sił Zbrojnych ZSRR”
- Medal jubileuszowy „70 lat Sił Zbrojnych ZSRR”
- Medal 250-lecia Leningradu
- Nagroda Państwowa ZSRR
- Order Bułgarskiej Republiki Ludowej II klasy (20 września 1969)
- Medal przyjaźni chińsko-radzieckiej (1955, Chiny)
- Order Klementa Gottwalda (1969, ČSSR)
- Medal „Za umacnianie braterstwa broni” (1970, ČSSR)
- Order Czerwonego Sztandaru (1971, Mongolia)
- Order „Srebrna Gwiazda Przyjaźni między Narodami” (1978, NRD)
- Złoty Medal Artura Beckera (1980, NRD)
- Krzyż Oficerski Orderu Odrodzenia Polski (6 listopada 1973, Polska)
- Medal za Odrę, Nysę, Bałtyk (7 maja 1985, Polska)
- Odznaka Braterstwa Broni (12 października 1988, Polska)
- Order Tudora Vladimirescu II klasy (1 października 1974, Rumunia)
- Order Tudora Vladimirescu III klasy (24 października 1969, Rumunia)
- Komandorska Legia Zasługi (1945, USA)
- Brązowa Gwiazda (Bronze Star, 1945, USA)
- Order Zasługi Węgierskiej Republiki Ludowej III klasy (4 września 1950)
- Złoty Medal Braterstwa Broni (29 września 1985, Węgry)

## Życie prywatne
Wasilij Margiełow był trzykrotnie żonaty. Jego pierwsza żona Maria porzuciła jego i syna Gienadija. Drugą żoną była Fiedosja z domu Sielicka (matka Anatolija i Witalija). Jego trzecią żoną była lekarka z zawodu, Anna z domu Kurakina.
Ze związków tych Margiełow miał 5. synów:
- Gienadija (ur. 1931) − generała
- Anatolija (1938−2008) − profesora wojskowych nauk technicznych
- Witalija (ur. 1941) − generała, obecnie[kiedy?] członka Dumy Państwowej FR
- Wasilija (ur. 1943) − urzędnika
- Aleksandra (ur. 1943) − oficera WDW.

Syn Witalija, a więc wnuk Wasilija, Michaił Margiełow (ur. 1964) jest znanym politykiem rosyjskim, członkiem Rady Federacji
Od wczesnych lat młodzieńczych do późnej starości Margiełow był zapalonym myśliwym.

## Upamiętnienie

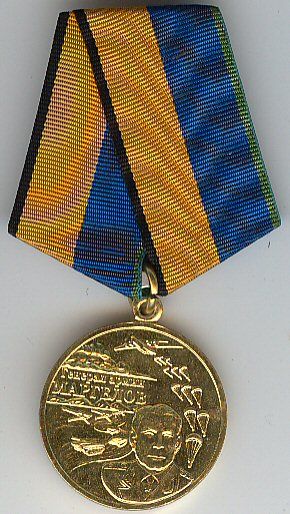
Medal „Generał Armii Margiełow”

Pomniki Margiełowa znajdują się w Chersoniu i rodzinnym Dniepropietrowsku na Ukrainie, Kiszyniowie (Mołdawia), Kościukowiczach (Białoruś), Riazaniu, Wojejkowie (centrum szkoleniowe WDW), Omsku, Tule, St. Petersburgu i Ulianowsku w Rosji i Ugljeviku w Bośni (miejsce dyslokacji rosyjskich spadochroniarzy w ramach sił SFOR). Ma ulice swojego imienia w Witebsku, Omsku, Pskowie i Tule oraz plac w Riazaniu. Obecnie imię Margiełowa nosi szkoła oficerska wojsk powietrznodesantowych w Riazaniu. Rozkazem ministra obrony FR w 2005 został ustanowiony medal „Generał Armii Margiełow”. W 1990 dwaj synowie Margiełowa − bliźniacy Aleksander i Wasilij założyli w domu w którym mieszkał w Moskwie Wasilij Filippowicz nieduże muzeum poświęcone ich ojcu. W 2005 na ścianie budynku uroczyście odsłonięto tablicę pamiątkową mu poświęconą. Obydwaj bracia napisali wydaną w 2003 książkę o swoim ojcu − Diesantnik nr 1 gienierał armii Margiełow. Jego podobizna znalazła się na rosyjskich i białoruskich medalach „70-lecie WDW”.